# Sadatmasaura
Sadatmasaura es una ciudad censal situada en el distrito de Jaunpur en el estado de Uttar Pradesh (India). Su población es de 4800 habitantes (2011). 

## Demografía
Según el censo de 2011 la población de Sadatmasaura era de 4800 habitantes, de los cuales 2452 eran hombres y 2348 eran mujeres. Sadatmasaura tiene una tasa media de alfabetización del 66,09%, inferior a la media estatal del 67,68%: la alfabetización masculina es del 74,72%, y la alfabetización femenina del 57,21%.